# 1756
Het jaar 1756 is het 56e jaar in de 18e eeuw volgens de christelijke jaartelling.

## Gebeurtenissen
februari
- 18 - Een aardbeving bij Düren, die ook gevoeld wordt in Amsterdam, Londen en Straatsburg, treft het Duitse Rijnland. Het epicentrum ligt bij de Duitse stad Düren. Met een kracht 6,1 is dit een van de zwaarste aardbevingen die West-Europa ooit gekend heeft.

maart
- 16 - De jonge hertog Ernst August II Constantijn van Saksen-Weimar-Eisenach trouwt met Anna Amalia, dochter van Karel I van Brunswijk.

april
- april De Nawab van Bengalen sterft en wordt opgevolgd door zijn kleinzoon Siraj ud-Daulah, die anti-Britse sentimenten koestert.

mei
- 1 - Bij het Verdrag van Versailles gaan Oostenrijk en Frankrijk een bondgenootschap aan.
- 15 - Frederik II van Pruisen valt Saksen binnen om de naderende oorlog met Oostenrijk en Rusland niet lijdzaam af te wachten. Begin van de Zevenjarige Oorlog.

juni
- 3 - De Britse kolonisten in Bengalen, die zijn omsingeld door troepen van de nieuwe Nawab, geven zich over.
- 9 - Te Koepang slaagt de VOC gezant Johannes Andreas Paravicini erin de 15 koningen, keizers en regenten van Timor, Roti, Solor en Soemba te bewegen een verdrag te tekenen waardoor het Nederlandse gouvernement de soevereiniteit over deze eilanden verkrijgt.
- 20 - De Derde Karnatakaoorlog breidt zich uit tot in Bengalen, waar met Franse steun de Nawab de hoofdstad Calcutta verovert. In Fort William worden 145 mannen en een vrouw geïnterneerd, de meesten van hen Britten.

juli
- 1 - In de Slag bij Kolin, Bohemen, wordt het Pruisische leger verslagen door dat van Oostenrijk.

oktober
- 1 - Zevenjarige Oorlog: In de Slag bij Lobositz verslaat Frederik de Grote het Oostenrijkse leger dat de omsingelde Saksen probeerde te ontzetten.
- 31 - Giacomo Casanova weet als eerste te ontsnappen uit de Piombi, de kerkers van het Dogenpaleis van Venetië.

december
- 26 - De Orde van Vrijmetselaren onder het Grootoosten der Nederlanden (G.O.N.) wordt opgericht als obediëntie van vrijmetselaarsloges voor mannen in de Nederlanden.

Zonder datum
- De laatste spreekster van de Polabische taal overlijdt.
- Het oorlogsgeweld in Europa blijft in de koloniën niet zonder gevolgen. Zowel in Amerika als in India raken Frankrijk en Groot-Brittannië slaags.

## Muziek
- Pieter van Maldere componeert de opera Le Déguisement pastoral
- De Nijmeegse orgelbouwer Matthijs van Deventer bouwt een nieuw orgel voor de Grote- of Sint Catherinakerk te Nijkerk.

## Beeldende kunst

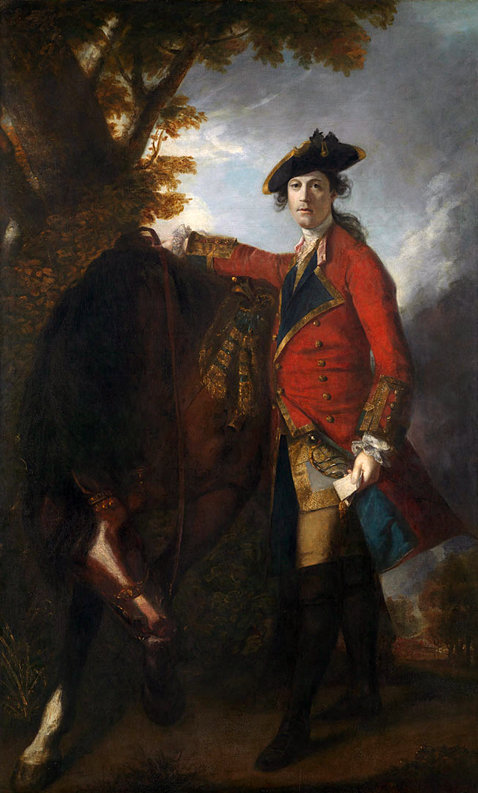
Kapitein Robert Orme (1756) Joshua Reynolds, National Gallery

## Bouwkunst

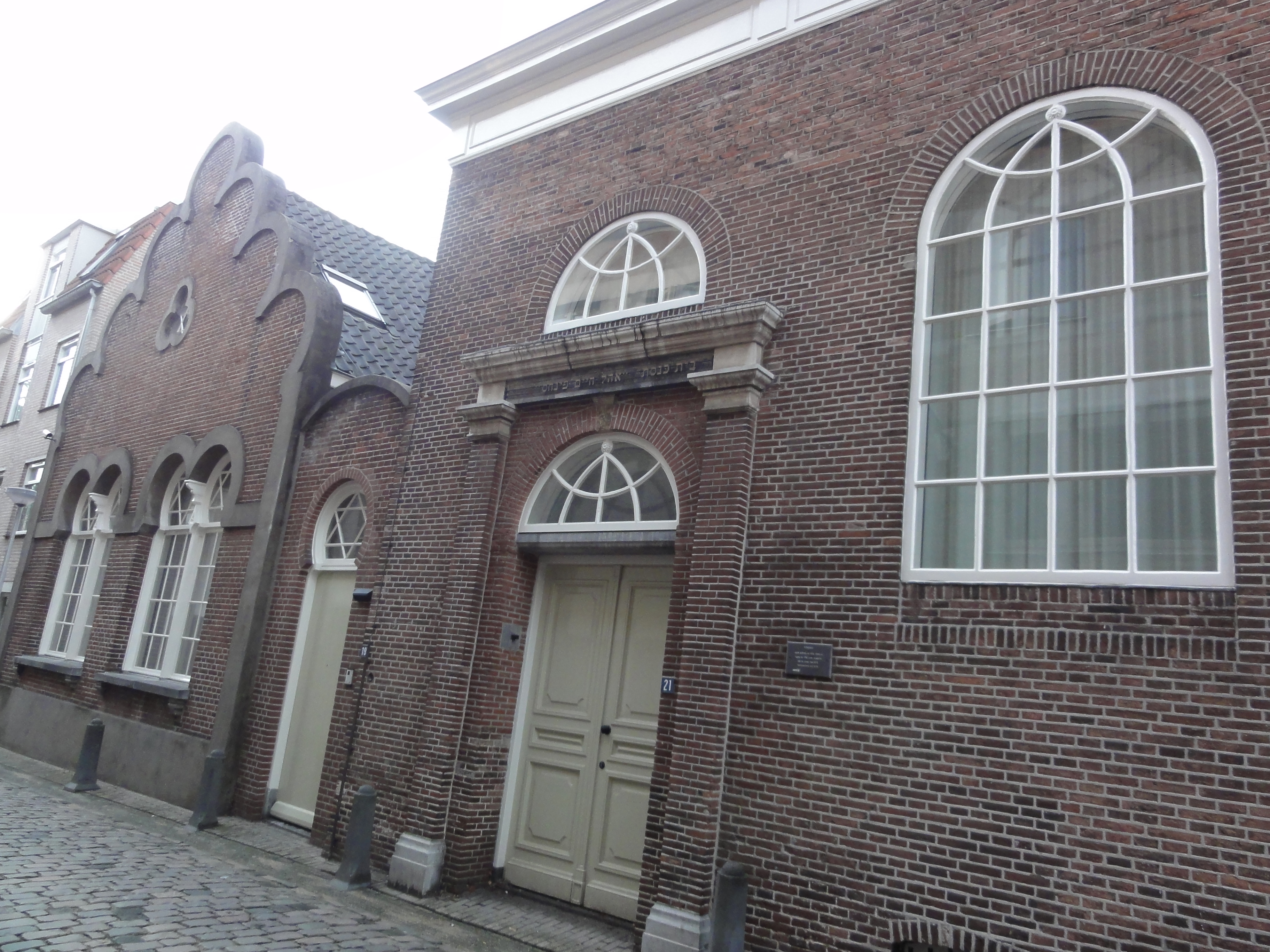
Synagoge Nijmegen (1756)
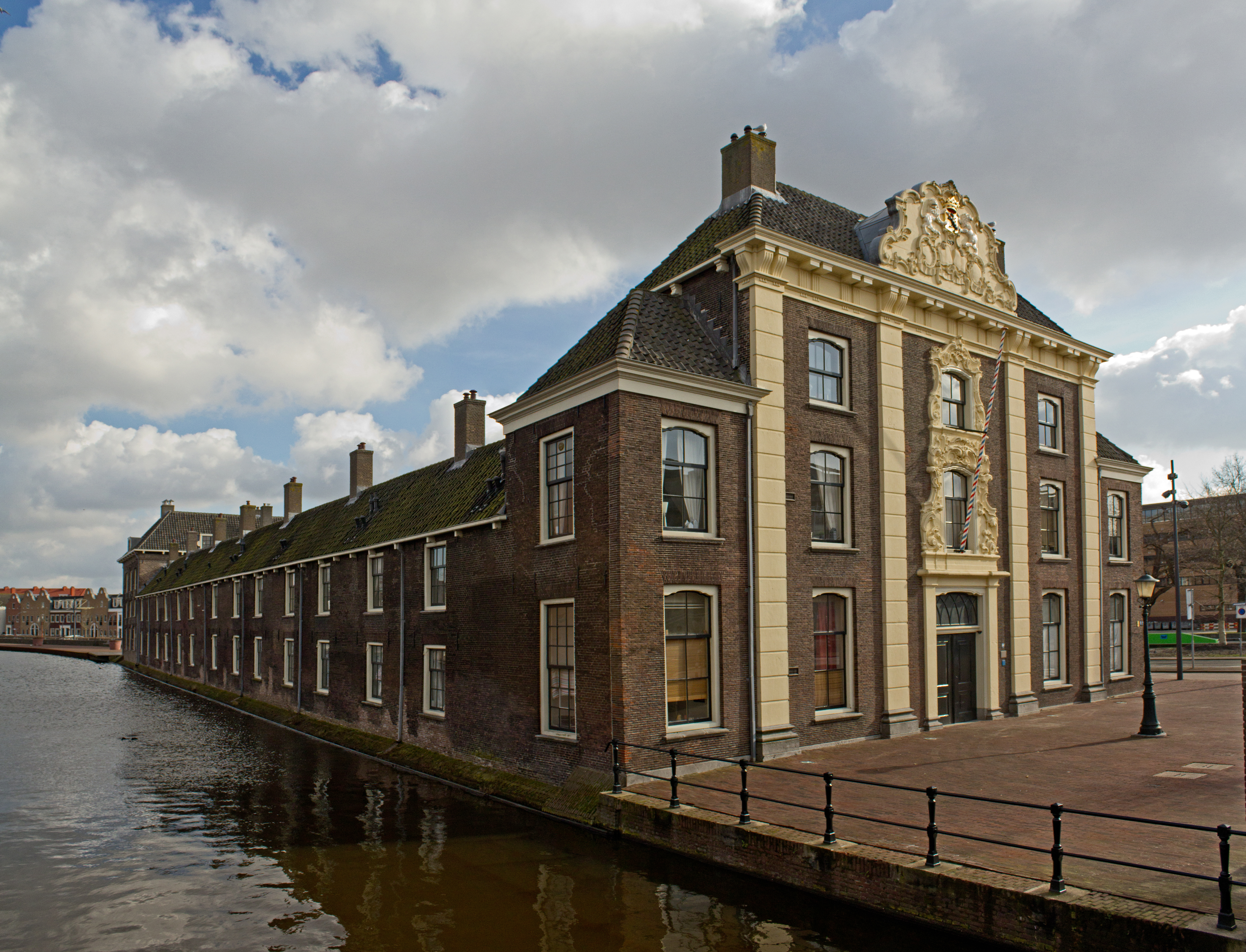
Proveniershuis (Schiedam), 1756

## Geboren
januari
- 27 - Wolfgang Amadeus Mozart, Oostenrijks componist (overleden 1791)

februari
- 9 - Karel Blažej Kopřiva, Boheems componist en organist (overleden 1785)

juni
- 20 - Joseph Martin Kraus, Duits componist (overleden 1792)

juli
- 6 - Franciscus Antonius de Méan de Beaurieux, Belgisch-Nederlands aartsbisschop (overleden 1831)

september
- 7 - Willem Bilderdijk, Nederlands dichter en advocaat (overleden 1831)

november
- 28 - Marie Madeleine Postel, Frans stichtster van de congregatie van de Zusters van Julie Postel en heilige van de Rooms-Katholieke kerk (overleden 1846)

datum onbekend
- Cornelis van Spaendonck, Nederlands kunstschilder, tekenaar en ontwerper (overleden 1839)

## Overleden
april
- 15 - Johann Gottlieb Goldberg (29), Duits klavecimbel-virtuoos en organist

juli
- 9 of 18 - Pieter Langendijk (72), Nederlands toneelschrijver en dichter